# フリードリヒ・ヴィルヘルム・フォン・ドッソウ
フリードリヒ・ヴィルヘルム・フォン・ドッソウ（Friedrich Wilhelm von Dossow,またはDoßow,1669年12月17日 - 1758年3月28日）は、プロイセン王国の貴族、軍人。最終階級は元帥。

## 概歴
ドッソウ家は、15世紀のシュテッティン市長に2人のドッソウ（DossauもしくはDossenとも）の名前を見つけることのできるポンメルンの古い貴族で、シュテッティンから遠くないグライフェンハーゲンはクーノウをその本貫とする。フリードリヒ・ヴィルヘルムの父リカード・トーマス・フォン・ドッソウは地元政庁の長を務めた。
ドッソウはベルリンのヨアヒムスタールッシェ・ギムナジウムで教育を受けたのち、コルベルクで大選帝侯フリードリヒ・ヴィルヘルムの設置した、のちの幼年学校の前身である軍学校で学んで軍人への道を歩む。この学校を出ると東プロイセン駐在の連隊に入って、以後ハンガリーで対トルコ戦争に従事し、さらにスペイン継承戦争でフランスを相手に戦った。フリードリヒ・ヴィルヘルム1世が大北方戦争へ参戦したときドッソウは少佐であった。
大北方戦争でドッソウはアンハルト＝デッサウ侯レオポルト1世の幕僚となり、シュトラールズントの攻囲やリューゲン島の制圧に関わった。戦争が集結したのち王とデッサウ侯はプロイセン軍の大拡張を始めるが、ドッソウは連隊の新設、そしてその教育訓練に非常な有能さを示して2人に高く評価された。王の命によりドッソウは、新しい任地に赴いてはそこで連隊を新設するということを繰り返し行った。1728年大佐となり、1733年少将、またヴェーゼル要塞指揮官となる。以後ずっとヴェーゼルに駐屯して1739年ヴェーゼル総督代行となった。フリードリヒ大王が即位してクレーフェ公領を訪問した際には中将に任命される。ドッソウは兵士の子供たちのために自身の負担で無料の学校を開いたので将兵の尊敬を受けた。
フリードリヒ大王は引き続きドッソウをヴェーゼルに置き続けたので、彼は大王の行った戦争には従軍していない。しかしドッソウは大王にも高く評価されており、1742年正式に総督となり、黒鷲勲章を授与された。1745年大王はドッソウを元帥に任命し、また1751年、ドッソウはブッデンブロークおよびレーヴァルトとともに、青く縁取りされた、ダイアモンド付の王の肖像メダルを授与された。
七年戦争がはじまったとき、ドッソウはその高齢のため引退してブセコウの領地に退き、1758年そこで死去した。

## 参考資料
- Felix Eberty: Doßow, Friedrich Wilhelm von. In: Allgemeine Deutsche Biographie (ADB). Band 5, Duncker & Humblot, Leipzig 1877, S. 364 f.
- ADB:Doßow,_Friedrich_Wilhelm_von Allgemeine Deutsche Biographie, herausgegeben von der Historischen Kommission bei der Bayerischen Akademie der Wissenschaften, Band 5 (1877), ab Seite 364